# Ricinocarpos speciosus
Ricinocarpos speciosus är en törelväxtart som beskrevs av Johannes Müller Argoviensis. Ricinocarpos speciosus ingår i släktet Ricinocarpos och familjen törelväxter. Inga underarter finns listade i Catalogue of Life.